# Acuerdo de colaboración eficaz entre Odebrecht y el Ministerio Público del Perú
El Acuerdo de colaboración eficaz entre Odebrecht y el Ministerio Público del Perú es un acuerdo, inicialmente secreto, que se firmó el 15 de febrero de 2019 entre la empresa brasileña Odebrecht y el Equipo Especial del Caso Lavajato como parte de las investigaciones por el Caso Odebrecht en Perú.

## Antecedentes
En diciembre del año 2016, se publicó un documento del Departamento de Justicia de los Estados Unidos que revelaba que la constructora brasileña Odebrecht había realizado pagos de sobornos a funcionarios públicos de diversos países, entre ellos el Perú, para ganar las licitaciones de obras públicas. Esto motivó que se iniciaran investigaciones formándose el Equipo Especial del Caso Lavajato en dicho mes.

## Historia

### Primer acuerdo
El 4 de enero del 2017 se firmó un primer acuerdo entre Odebrecht y el Equipo Especial, liderado por entonces por Hamilton Castro. En dicho primer acuerdo, Odebrecht se comprometió a brindar información sobre la Carretera Interoceánica Sur (Tramos 2 y 3), el pago de un soborno a Alejandro Toledo por la Carretera Interoceánica, la Línea 1 del Metro de Lima, la contribución a la campaña del 2011 de Ollanta Humala, la Vía Evitamiento de Cusco y el pago por la campaña del No a la Revocatoria de Susana Villarán. Sin embargo, el 27 de junio del 2018, Odebrecht envió un informe a la procuraduría de su país informando sobre presuntas violaciones del Equipo Especial al acuerdo firmado. Esto motivó que Castro emitiera el informe 011-2018 en la que señalaba que Odebrecht no había cumplido con su parte del trato entregando información incompleta o no entregándola. El 28 de julio se anunció la separación de Castro del Equipo Especial mientras éste se encontraba en París interrogando a Luis Favre, esto tras un informe emitido por el fiscal Rafael Vela. Tras la salida de Castro, Vela ocuparía el cargo de coordinador del Equipo Especial (previamente, se había unido al equipo el fiscal José Domingo Pérez para que se encargara de la investigación a Keiko Fujimori).

### Reinicio de colaboración
El 2 de agosto del 2018, Vela anunció que se había "restaurado toda cooperación sin restricciones" con Odebrecht y que se firmó un "documento de entendimiento" entre su persona, Ricardo Machado (abogado de Odebrecht), Carlos Kauffmann (abogado de Jorge Barata, ex representante de Odebrecht en Perú) y Lourdes Carreño (apoderada y representante legal de Odebrecht en Perú). A través de dicho documento, se fijó un cronograma de trabajo para la realización de un acuerdo final de colaboración eficaz con Odebrecht en un plazo de 45 días. Pérez declaró que: "Según el acta de entendimiento que ha suscrito el doctor Vela Barba con los representantes de la empresa se tiene que llegar a un término, dependiendo de la corroboración de la información que ha dado la empresa. Todo eso va a depender de la revisión que hagamos de las carpetas de los expedientes del equipo especial".
El 6 de septiembre del 2018, Odebrecht envió una carta a El Comercio señalando que espera "cumplir con los requerimientos" de la fiscalía para lograr la firma de un acuerdo de colaboración eficaz definitivo. En dicha misiva, Odebrecht mencionaba que estaba a disposición del Ministerio Público y que realizaba "los esfuerzos necesarios" para entregar la documentación referida a los hechos sucedidos en el Perú. El 28 de noviembre, el Equipo Especial, la procuraduría ad hoc (integrada por Jorge Ramírez y Silvana Carrión) y representantes de la empresa Odebrecht pactaron los términos del acuerdo de colaboración eficaz. El 29 de noviembre, mediante vía telefónica, se cerraron los detalles para proceder a la elaboración de un borrador. Al saber de la elaboración del acuerdo, Rosa Bartra, de Fuerza Popular, criticó que el Equipo Especial realizara un acuerdo con Odebrecht sin poner al tanto al congreso.

### Firma del pre-acuerdo
En diciembre del 2018, se firmó un pre-acuerdo mediante la cual se detalló que Odebrecht seguiría operando en Perú, se estimó una reparación civil de 610 millones de soles y la colaboración de Odebrecht solo en cuatro obras: la Carretera Interoceánica (Tramos 1, 2 y 3), la Línea 1 del Metro de Lima, la Vía de Evitamiento de Cusco y la Costa Verde en el Callao, quedando otras obras fuera del pre-acuerdo. Además, se fijó una cuota inicial de 80 millones de soles que se pagarían con la venta de la central hidroeléctrica de Chaglla por parte de Odebrecht. Los miembros de Odebrecht, a cambio, se comprometieron a proporcionar los códigos y pseudónimos de los peruanos involucrados en los servidores Drousys y My Web Day. La fiscalía, por su parte, se comprometió a no usar las pruebas entregadas por Odebrecht para iniciar acciones penales en su contra. Esto motivó diversas críticas. Se fijó la firma del documento final para el 11 de enero del 2019.

### Remoción de Vela y Pérez por parte de Chávarry
El 26 de diciembre, Pérez presentó un requerimiento para investigar a Pedro Chávarry, por entonces Fiscal de la Nación, por presuntamente querer frustrar el acuerdo con Odebrecht para beneficio de Keiko Fujimori. Según Pérez, Chávarry, a través de Aldo León Patiño, le solicitó a Vela que le informe sobre los "presuntos cuestionamientos" a las condiciones suscritas con Odebrecht en el acuerdo. El 31 de diciembre, Chávarry removió a Vela y Pérez de sus cargos, lo que motivó protestas en su contra. El 3 de enero del 2019, Pérez declaró que esto postergaba la firma del acuerdo final. Martín Vizcarra, por entonces presidente del Perú, hizo un llamado al Ministerio Público para que respalde a los fiscales removidos para que se pueda retomar el acuerdo. El Instituto de Democracia y Derechos Humanos de la PUCP emitió un comunicado en la que señalaba que el accionar de Chávarry ponía en peligro el acuerdo. La Procuraduría manifestó en un comunicado su respaldo a Vela y Pérez. Posteriormente, Vela y Pérez fueron repuestos en sus cargos y se retomaron las acciones para llevar adelante el acuerdo. Vela declaró que Chávarry, que tenía por intención revelar los detalles del acuerdo con Odebrecht, "no [era] un sujeto procesal legitimado" por lo que su accionar era ilegal.

### Firma del acuerdo y ratificación
El 7 de febrero de 2019, Luis Bramont, abogado de Odebrecht, declaró que se debía posponer la firma del acuerdo final unas semanas ya que, en su criterio, debía realizarse de forma individualizada. Para Pérez, el acuerdo era fundamental corporativo. Ante ello, Vela declaró que el acuerdo debía firmarse el 15 de febrero o no firmarse nunca y que el único que tenía la facultad de cambiar el texto era Pérez, quien era el encargado de redactar el acuerdo. Los representantes de Odebrecht aceptaron y Bramont no volvió a participar en las reuniones. El proyecto del acuerdo, entonces, pasó de alrededor de 300 páginas a casi 1000 páginas tras una labor realizada por los fiscales en 48 horas.
El 15 de febrero, en un acto celebrado en la ciudad de Sao Paulo, se suscribió el acuerdo en el Consulado General del Perú ubicado en dicha ciudad. Los primeros en llegar fueron Vela y Pérez en una camioneta negra con lunas polarizadas. En la suscripción del acuerdo, Vela declaró que: "Se trata de un acuerdo abierto de colaboración eficaz, remisión de información permanente, sin restricciones, en toda la información que sea requerida por el sistema de justicia peruano, que facilitará corroborar los delitos de forma mucha más directa y desburocratizada". En el acto de suscripción también se hicieron presentes Pérez, Ramírez y Carrión. De parte de Odebrecht, estuvieron presentes Jorge Barata, Carlos Nostre y Renato Ribeiro.
El 26 de marzo, el acuerdo fue entregado al Poder Judicial para ser sometido a control de legalidad. El 17 de junio, la jueza María de los Ángeles Álvarez Camacho emitió una resolución aprobando y homologando el acuerdo de colaboración eficaz. En base a dicha resolución, el 21 de junio, la Defensoría del Pueblo emitió un comunicado mediante el cual solicitaba que el acuerdo debía ser publicado por motivos de transparencia.
A pesar de que en el acuerdo se estableció una cláusula para mantener en reserva el contenido del acuerdo hasta la homologación del mismo, el acuerdo no fue hecho público.

## Revelación del acuerdo por el Tribunal Constitucional
El 29 de junio del 2023, Phillip Butters, junto al abogado Wilbert Medina, interpuso una demanda de Habeas Data ante el Tribunal Constitucional para que se revelara el acuerdo, después de que el Ministerio Público se negara a entregar los documentos. El 2 de diciembre de 2024, se realizó la audiencia pública para que las partes expliquen ante el Tribunal Constitucional sus fundamentos. Tras ello, la demanda fue declarada fundada por el organismo el 17 de diciembre, ordenándose la entrega del documento al demandante en un plazo de cinco días hábiles. Debido a que el expediente no tiene motivos para mantenerse en reserva, el analista Alberto Quintanilla calificó la publicación de histórica.
El 20 de diciembre, las copias físicas del acuerdo fueron entregadas a Butters y Medina en dos tomos con 1097 folios. Tras la recepción, se realizaron fotocopias y se mostró por el programa Combutters. Durante la emisión del programa, se mostró los extractos del acuerdo en que se mencionaba al exministro Mariano González como suscritor de un contrato ficticio con Odebrecht por el valor de más de 77 mil soles y el aporte que realizara, al día siguiente de recibido el monto, a la campaña presidencial de Pedro Pablo Kuczynski del 2016. Además, sobre la relación de Susana de la Puente con Kuczynski en la campaña presidencial del 2011; la presencia en el acuerdo sobre los pagos de Odebrecht a la campaña del No durante el proceso de revocatoria contra Susana Villarán y a la campaña de Humala; y la ausencia de la renuncia de Odebrecht a iniciar acciones legales contra el Perú a pesar de suscribirse en el acuerdo que el ministerio público no iba a iniciar acciones contra Odebrecht salvo los cuatro casos reconocidos previamente.
El 22 de diciembre, los portales Convoca y Epicentro publicaron las copias digitales del acuerdo en sus respectivos sitios. Esto provocó que Medina criticara el accionar de dichos portales calificándolos como una "sarta de hipócritas" por "aduci[r] que están a favor de la transparencia. Transparencia que nunca quisieron ellos realizar respecto del acuerdo" y que la publicación en dichos portales tendría como finalidad defender a Vela y Pérez.